# Учайкин, Илья Григорьевич
Илья Григорьевич Учайкин (10 декабря 1934 — 16 декабря 2004) — российский учёный, инженер-электромеханик. Лауреат Ленинской премии (1966).
Родился с. Сабаево Кочкуровского района (Мордовия). По национальности мордвин (эрзя).
Окончил Пензенский индустриальный институт (1957).
Работал на саранском заводе «Электровыпрямитель»: инженер-конструктор, старший инженер, начальник конструкторского бюро, начальник цеха, центральной заводской лаборатории, заместитель главного технолога, заместитель главного инженера и начальника специального конструкторско-технологического бюро.
В 1976 г. окончил аспирантуру Всесоюзного электротехнического института.
В 1976—1979 главный инженер Саранского филиала московского радиозавода «Темп».
С 1979 г. на преподавательской и научной работе в Мордовском университете: доцент, в 1980—1982 зав. кафедрой светотехники, в 1982—2003 зав. кафедрой автоматики, в 1982—1985 декан факультета электронной техники.
В 1985—1992 начальник отраслевой лабораторией Министерства электротехнической промышленности СССР.
Кандидат технических наук (1976), профессор (1993). Лауреат Ленинской премии (1966). Заслуженный изобретатель Мордовской АССР (1977).
Автор научных разработок в области силового полупроводникового приборостроения.
Автор 15 изобретений, опубликовал 3 учебных пособия.